# Лойтенбах (Вюртемберг)
Лойтенбах (нем. Leutenbach) — община в Германии, в земле Баден-Вюртемберг. 
Подчиняется административному округу Штутгарт. Входит в состав района Ремс-Мур.  Население составляет 10 949 человек (на 31 декабря 2010 года). Занимает площадь 14,73 км².